# 奪魂鋸角色列表

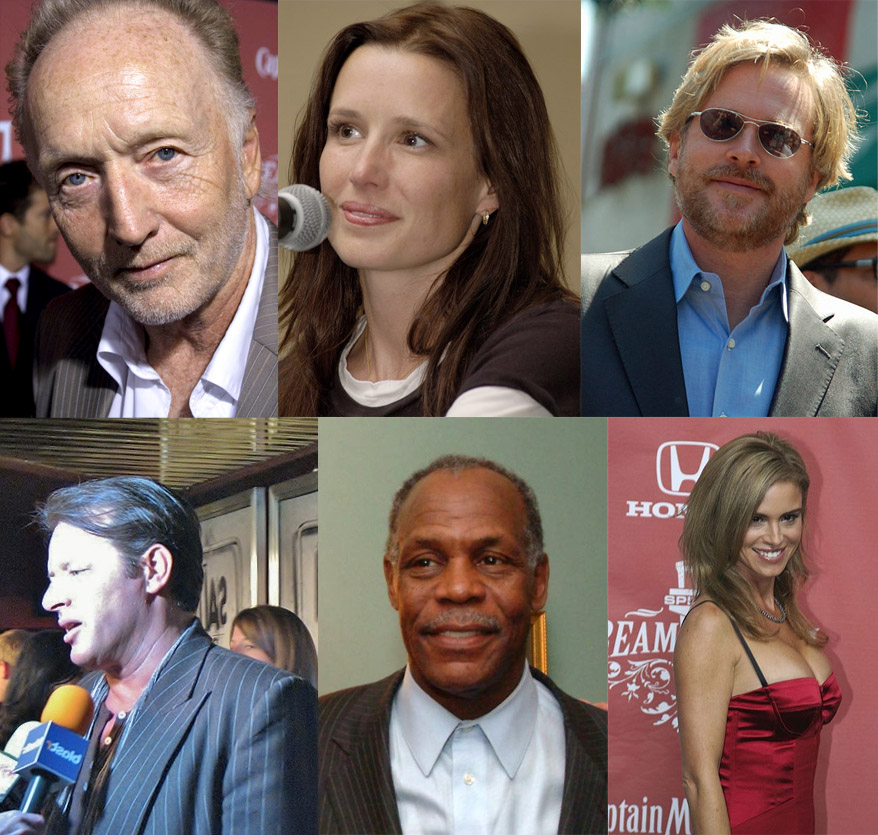
饰演系列中心人物的演員。上方左起：托賓·貝爾、肖妮·史密斯、卡利·艾域士。下方左起：科斯塔斯·曼迪勒、丹尼·葛洛佛、貝西·羅素

《奪魂鋸》系列恐怖片有许多角色，主要由導演和編劇溫子仁、雷·沃納爾、戴倫·連恩·布斯曼、帕特里克·梅爾頓和馬庫斯·丹史坦創作。
影片围绕“拼圖殺人狂”约翰·克雷默（托賓·貝爾飾）展开，他抓住那些他认为是在浪费生命的人，将他们置于所谓“测试”和“游戏”的致命陷阱中，想要让他们对生命心存感激。
该系列共有十部电影：2004年《恐懼鬥室》、2005年《恐懼鬥室2》、2006年《恐懼鬥室3》、2007年《恐懼鬥室4》、2008年《电锯惊魂5》、2009年《电锯惊魂6》、2010年《奪魂鋸3D》、2017年《奪魂鋸：遊戲重啟》、2021年《死亡漩渦：奪魂鋸新遊戲》和2023年《奪魂鋸X》。

## 《恐懼鬥室》

### 亚当·斯坦海特（Adam Stanheight）
- 演员：雷·沃納爾
- 见于：《恐懼鬥室》《恐懼鬥室2》《恐懼鬥室3》《电锯惊魂5》（仅提及）《电锯惊魂6》《奪魂鋸3D》《电锯惊魂2：血与肉》（英语：Saw II: Flesh & Blood）（仅提及）
- 结果：死亡
- 死于：《恐懼鬥室3》

亚当·斯坦海特是一名自由摄影师，他受雇于离职侦探戴维·塔普，跟踪肿瘤医生劳伦斯·戈登，因为塔普怀疑戈登就是拼圖殺人狂。亚当被拼圖殺人狂的门徒亞曼達·扬绑架，与戈登博士一起被置于游戏之中。亚当因从事这种偷拍工作而成为拼图的目标，而戈登医生则是因其冷酷无情的性格，以及他对妻子的不忠而成为目标。这两个人被锁在一个大型破旧工厂浴室的两侧的管道上，中间有一具“尸体”，拿着录音机和左轮手枪。两人通过磁带得到指示，亚当的磁带敦促他生存下去，而戈登的磁带则指示他在六点前杀死亚当。亚当发现了一个装着两把钢锯的袋子，他们想用这两把钢锯锯开铁链，但没有成功。戈登推断，这些锯子实际上是用来锯脚的。六点钟时，为了拯救家人，戈登锯掉了自己的脚，并用那把轉輪手槍射向了亚当。亚当中弹受伤，但却装死。戈登医生所在医院的护工齊普·漢登打开了浴室的门。当他准备杀死戈登医生时，亚当站了起来，用马桶盖将齊普砸死。他认为泽普就是拼圖殺人狂，要对他的绑架行为负责。戈登爬着去找人帮忙，承诺会回到亚当身边。在摸索齊普的尸体寻找钥匙时，亚当发现了一个录音机。原来，齊普也是游戏中的受害者，他听从拼圖殺人狂的指示，是因为他血液中有缓效的毒药。录音带结束时，那具“尸体”站了起来，他就是约翰·克拉瑪，即真正的拼圖殺人狂。当亚当准备向他开枪时，他用电击使亚当失去行动能力，最后关上浴室的门。在《恐懼鬥室2》中，可以看到亚当的尸体，而在《恐懼鬥室3》中，他是被亞曼達用一个塑料袋闷死的。
亚当的名字还出现在《电锯惊魂5》中，就是特别探员彼得·斯特拉姆浏览联邦调查局可能的拼圖殺人狂受害者文件的时候。亚当还出现在《电锯惊魂6》和《电锯惊魂3D》的闪回画面中。
在《电锯惊魂2》《电锯惊魂3》《电锯惊魂3D》和《电锯惊魂X》中可以看到亚当腐烂的尸体。在《电锯惊魂2：血与肉》中，塔普的文件和录音带提到亚当被塔普的一个同事雇来证明他的妻子有外遇，暗示这也就是塔普雇佣他的原因。

### 艾莉森·戈登（Alison Gordon）和黛安娜·戈登（Diana Gordon）
- 演员：莫妮卡·波特（英语：Monica Potter）和麦肯锡·维加
- 见于：《电锯惊魂》《电锯惊魂2》（艾莉森仅提及）
- 结果：存活

艾莉森·戈登和黛安娜·戈登是劳伦斯·戈登医生的妻女。她们被泽普·欣德尔扣为人质，是劳伦斯测试的一部分。竖锯测试劳伦斯的原因之一是劳伦斯对他的妻子不忠。劳伦斯被命令杀死和他一起被锁在浴室里的亚当，否则艾莉森和戴安娜将被杀死。最后劳伦斯没有这样做，泽普准备杀死艾莉森和戴安娜时，两人被侦探戴维·塔普所救。根据《电锯惊魂3D》的DVD评论，艾莉森与劳伦斯离婚是因为他心态不稳定。

### 艾莉森·克里（Allison Kerry）
- 演员：迪娜·迈耶
- 见于：《电锯惊魂》《电锯惊魂2》《电锯惊魂3》《恐懼鬥室4》《电锯惊魂5》《电锯惊魂2：血与肉》（仅提及）
- 结果：死亡
- 死于：《电锯惊魂3》

艾莉森·克里是一名经验丰富的侦探，对竖锯案有专门的了解。她对他的方法和动机有深刻的理解，使她成为警方调查过程中的宝贵财富。她首次出现在《电锯惊魂》中，与警探戴维·塔普和史蒂文·辛一起工作。在《电锯惊魂2》中，她与侦探埃里克·马修斯和警官丹尼尔·里格一起工作，以拯救埃里克的儿子丹尼尔。在《电锯惊魂3》中，埃里克失踪并被推测死亡后，克里变得内疚不已。她和警探马克·霍夫曼被叫到一个无法逃脱的陷阱现场，克里是第一个怀疑背后另有其人的人，因为这个陷阱并不遵循竖锯的模式。她后来被抓住置于陷阱之中，但即使她遵循规则完成游戏，这个陷阱（由阿曼达·扬建造和操纵）还是把她的胸廓撕开杀死了她。她的尸体后来被里格警官和FBI发现。在《电锯惊魂4》中，可以看到克里的名字是艾莉森，见于里格警官察看的一份文件中。 在《电锯惊魂5》中，警方举行了追悼会，纪念那些为了结竖锯案而死去的人。克里是受表彰的警官之一。

### 阿曼达·扬（Amanda Young）

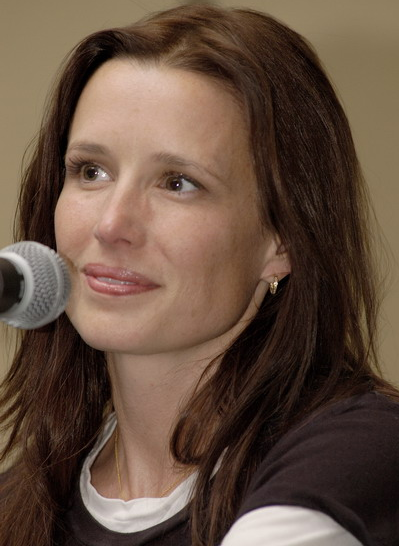
肖妮·史密斯飾演约翰·克雷默的门徒阿曼达·扬

- 演员：肖妮·史密斯（电影）和珍·泰勒（游戏）
- 见于：《电锯惊魂：重生》（英语：Saw: Rebirth）《电锯惊魂》《电锯惊魂2》《电锯惊魂3》《电锯惊魂4》《电锯惊魂5》《电锯惊魂6》《电锯惊魂3D》《电锯惊魂X》《电锯惊魂：电子游戏》（英语：Saw (video game)）《电锯惊魂2：血与肉》（仅提及）
- 结果：死亡
- 死于：《电锯惊魂3》

在《电锯惊魂》中，阿曼达·扬是一名海洛因成瘾者，也是第一个在竖锯的“游戏”中幸存下来的人（值得注意的是，在《电锯惊魂》中，她是唯一已知的幸存者），最后认为约翰帮助了她。她的头上套了一个“反向捕熊器”，这个装置钩住她的下颚，一旦计时器达到零点，就会用很大的力量将她的下颚扳开。她必须杀死一个人并将其开膛破肚，才能获得解锁的钥匙。在《电锯惊魂2》中，她通过测试后，约翰招募她为门徒，阿曼达要继承约翰的意志。然而，在《电锯惊魂3》中，阿曼达已经对他的理念感到失望，并开始设计根本无法逃脱的陷阱，认为陷阱的受害者是不会改变的。由于不愿意让一个杀人犯继承自己的意志，约翰设计了一个测试，阿曼达必须证明她有能力继承意志，但最终失败了，她射杀了林恩·登朗，而林恩的丈夫杰夫·登朗则射杀了阿曼达作为报复。阿曼达的尸体出现在《电锯惊魂4》和《电锯惊魂5》中，她还出现在《电锯惊魂5》《电锯惊魂6》和《电锯惊魂3D》的闪回画面中。在《电锯惊魂6》中，马克·霍夫曼利用她在吉尔·塔克流产事故中的所作所为，要挟阿曼达杀死林恩。
在《奪魂鋸X》中，約翰被騙接受了假癌症治療，阿曼达是约翰的積極學徒和情感支持的來源，幫助他在他的監督下執行他的計劃，對付那些用虛假的癌症治療方法欺騙他的人。

### 比利（Billy）
- 配音：托賓·貝爾
- 见于：《恐懼鬥室》（短片）《电锯惊魂：重生》《电锯惊魂》《电锯惊魂2》《电锯惊魂3》《电锯惊魂4》《电锯惊魂5》《电锯惊魂6》《电锯惊魂3D》《奪魂鋸：遊戲重啟》《电锯惊魂X》《电锯惊魂：电子游戏》《电锯惊魂2：血与肉》
- 结果：部分被沒收/大部分被毀

比利是约翰·克雷默创造的腹語木偶，用于与受害者交流。比利与受害者交谈时通常出现在电视屏幕上，但有时也会出现在人前，经常骑着一辆三轮车。比利给受害者提供指示，告诉他们如何在时间结束前逃离他们的陷阱。比利还出现在每一部改编的《电锯惊魂》中，成为该系列的一个标志。在《电锯惊魂4》中，比利早期的原型是一个木偶，最初是为约翰和吉尔·塔克未出生的儿子吉迪恩创造的，在吉尔因吸毒者摔门而流产后，约翰无法平息的愤怒导致他使用更邪恶的木偶与他的测试对象交流。

### 卡拉（Carla）
- 演员：亞歷山德拉·勃基恩·秦（英语：Alexandra Bokyun Chun）（电影）
- 见于：《电锯惊魂》《电锯惊魂2：血与肉》
- 结果：死亡
- 死于：《电锯惊魂2：血与肉》

卡拉是圣尤斯蒂斯医院的医科学生，也是劳伦斯·戈登医生的情妇；劳伦斯与她的婚外情是他被竖锯盯上的原因之一。她在电子游戏《电锯惊魂2：血与肉》中扮演了更重要的角色，她因偷窃重要药品并在街上出售获利而成为竖锯的目标。她被迈克尔·塔普发现，她的手臂被固定在电梯井的天花板上，她的腿被固定在电梯的顶棚上。迈克尔的任务是完成一项测试，才能安全地释放她；如果他失败了，电梯将下降，将卡拉撕成两半。据透露，她与亨利·雅各布斯、约瑟夫·波尔采尔和萨拉·布拉洛克合谋犯罪，卡拉负责从她的诊所获取更专业的物品。尽管她和迈克尔通力合作，但她很快就被亨利用一把剪刀刺死了。

### 戴维·塔普（David Tapp）
- 演员：丹尼·葛洛佛（电影）和厄尔·亚历山大（游戏）
- 见于：《电锯惊魂》《电锯惊魂2》《电锯惊魂5》《电锯惊魂：电子游戏》《电锯惊魂2：血与肉》《黎明杀机：电锯惊魂章节》
- 结果：死亡
- 死于：《电锯惊魂：电子游戏》

戴维·塔普是一名被指派调查早期的竖锯案的侦探，有证据使他怀疑劳伦斯·戈登医生就是竖锯。塔普和他的搭档史蒂文·辛后来找到了竖锯的仓库，但就在逮捕竖锯之前，竖锯启动了一个陷阱，威胁到了杰夫·赖登豪尔的生命。辛赶去帮助受害者，塔普则准备逮捕竖锯，但竖锯用一把暗藏的刀片割伤了塔普的脖子逃走了。辛在追捕竖锯时，被猎枪的诱杀装置杀死，塔普对此感到很自责。塔普随后被开除出警队，但仍旧执着于寻找竖锯。
塔普监视着戈登家的住宅，他仍然相信劳伦斯就是竖锯，并在听到枪声后冲了过去。他在那里发现艾莉森·戈登和黛安娜·戈登被泽普·欣德尔囚禁着。泽普逃跑了，塔普一路追赶，在短暂的打斗后，塔普被开枪射中倒地。在《电锯惊魂：电子游戏》中，塔普在竖锯的护理下恢复了健康，并被置于精神病院的一系列陷阱中，一边要通过测试，一边还要应付其他被派来杀他的受害者。在游戏的“自由”结局中，塔普设法逃出了精神病院，但他无法克服对竖锯的执念，最终自杀。在《电锯惊魂2：血与肉》中，报纸報導了塔普的自杀。在《电锯惊魂5》中，警方举行了追悼会，纪念那些为了结竖锯案而死去的人。塔普是受表彰的警官之一。

### 唐尼·格雷科（Donnie Greco）
- 演员：歐倫·庫魯斯（英语：Oren Koules）
- 见于：《电锯惊魂》《电锯惊魂3》《电锯惊魂4》《电锯惊魂5》（仅提及）《电锯惊魂6》《电锯惊魂：电子游戏》（仅提及）《电锯惊魂2：血与肉》（仅提及）
- 结果：死亡
- 死于：《电锯惊魂》

唐尼·格雷科首次出现于《电锯惊魂》。他是阿曼达·扬的毒販子和狱友。作为阿曼达游戏的一部分，他被重度麻醉（注射了过量的鴉片类药物），不能动，也没有感觉（竖锯在对阿曼达的指示中声称唐尼已经死了）。打开她的陷阱的钥匙放在他的肚子里，为了得到钥匙，阿曼达必须杀死他，把他开膛破肚。唐尼在《电锯惊魂3》的一个闪回镜头中再次出现，当时竖锯正在准备陷阱。他出现在《电锯惊魂4》的一个闪回镜头中，与保罗·莱希一起走出吉尔的健康诊所。

### 杰夫·赖登豪尔（Jeff Ridenhour）
- 演员：內德·貝拉米（英语：Ned Bellamy）（电影）和迪克斯·曼利（英语：Dex Manley）（游戏）
- 见于：《电锯惊魂》《电锯惊魂5》（仅提及）《电锯惊魂：电子游戏》《电锯惊魂2：血与肉》（仅提及）
- 结果：死亡
- 死于：《电锯惊魂2：血与肉》

杰夫·赖登豪尔首次出现在《电锯惊魂》中，是竖锯的一个实验性陷阱的受害者。他被绑在一张椅子上，两个钻头对准他的脖子。竖锯启动了陷阱，钻头慢慢钻向杰夫的脖子。竖锯告诉侦探史蒂文·辛，解救他的钥匙和其他许多钥匙挂在同一个钥匙圈上。由于没有足够的时间去试所有的钥匙，辛开枪阻止了钻头的运转。
杰夫后来出现在《电锯惊魂：电子游戏》中，他由于创伤而产生了自杀倾向，因此，竖锯再次绑架了杰夫，并把他放在一个会用尖刺刺死他的陷阱里。侦探塔普设法解救了他，但受伤的杰夫跑掉了，把塔普独自留在了身后。在《电锯惊魂2：血与肉》中，可以得知杰夫逃出精神病院两天后自杀了。

### 约翰·克雷默（John Kramer）

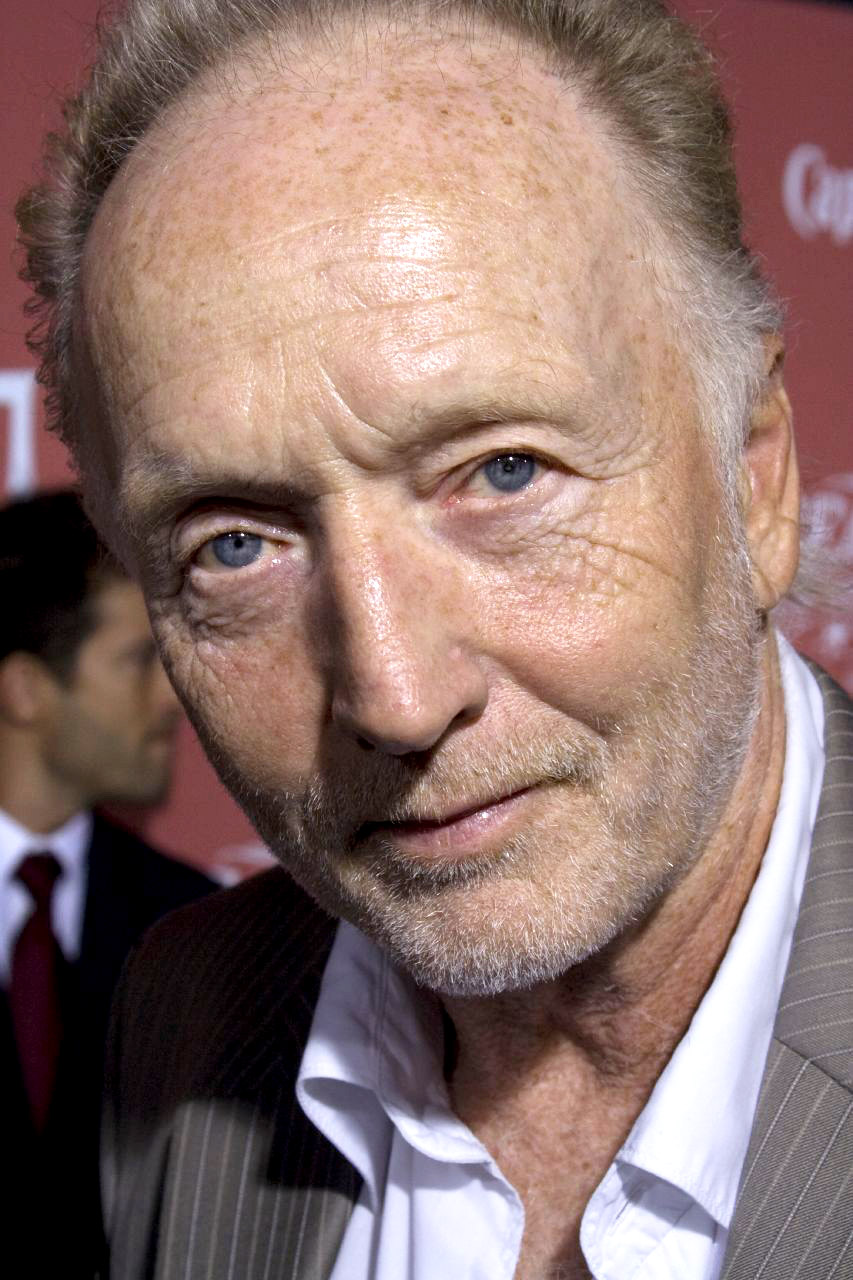
托賓·貝爾在电影和电子游戏中飾演“竖锯”约翰·克雷默

- 演员：托賓·貝爾（电影/游戏）和喬治·威廉斯（動漫）
- 见于：《电锯惊魂：重生》《电锯惊魂》《电锯惊魂2》《电锯惊魂3》《电锯惊魂4》《电锯惊魂5》《电锯惊魂6》《电锯惊魂3D》《奪魂鋸：遊戲重啟》《死亡漩渦：奪魂鋸新遊戲》《电锯惊魂X》《电锯惊魂：电子游戏》《电锯惊魂2：血与肉》
- 结果：死亡
- 死于：《电锯惊魂3》

约翰·克雷默是一位成功的土木工程师和玩具制造商。他与吉尔·塔克结婚，育有一个儿子，取名为吉迪恩。在塞西尔·亚当斯和阿曼达·扬造成吉尔流产后，约翰变得心烦意乱，后来得知他患有无法手术的侵蚀性腦瘤。他曾尝试自殺，但最终活了下来，对生命有了新的认识。约翰利用他的财富和技能，开始测试其他人的生存意志，将他们置于致命的陷阱中，他称之为“游戏”或“测试”，希望让那些幸存的人对自己的生命有新的认识。他经常用腹语木偶与他的测试对象交流，这个木偶是他根据早先的一个木偶制作的，他本来打算把这个木偶送给他未出生的儿子。他会从那些失败者的遗体上切下一块拼图的形状，以表示他们缺少“生存的本能”，从而导致他被媒体称为“拼圖殺人狂”。虽然约翰在《电锯惊魂3》中被杰夫·登朗割喉死亡，但他仍然继续在整个系列的闪回画面中出现。
在《奪魂鋸 X》中，故事發生在《奪魂鋸》和《奪魂鋸2》之間，約翰正在接受腦癌治療，但被告知他很快就會死於這種疾病。他得知墨西哥城有一項未經授權的手術，其中一項突破性的新技術可以治癒癌症患者。他前往那裡並接受了塞西莉亞·佩德森（Cecilia Pederson）的手術，並「治癒」了他的癌症；然而，他很快意識到手術是假的，所有參與其中的人都致力於欺騙癌症患者，使佩德森變得富有。約翰尋求阿曼達和霍夫曼的幫助，阿曼達前往墨西哥城幫助綁架每個騙子，並將他們置於陷阱中以贖罪。

### 劳伦斯·戈登（Lawrence Gordon）

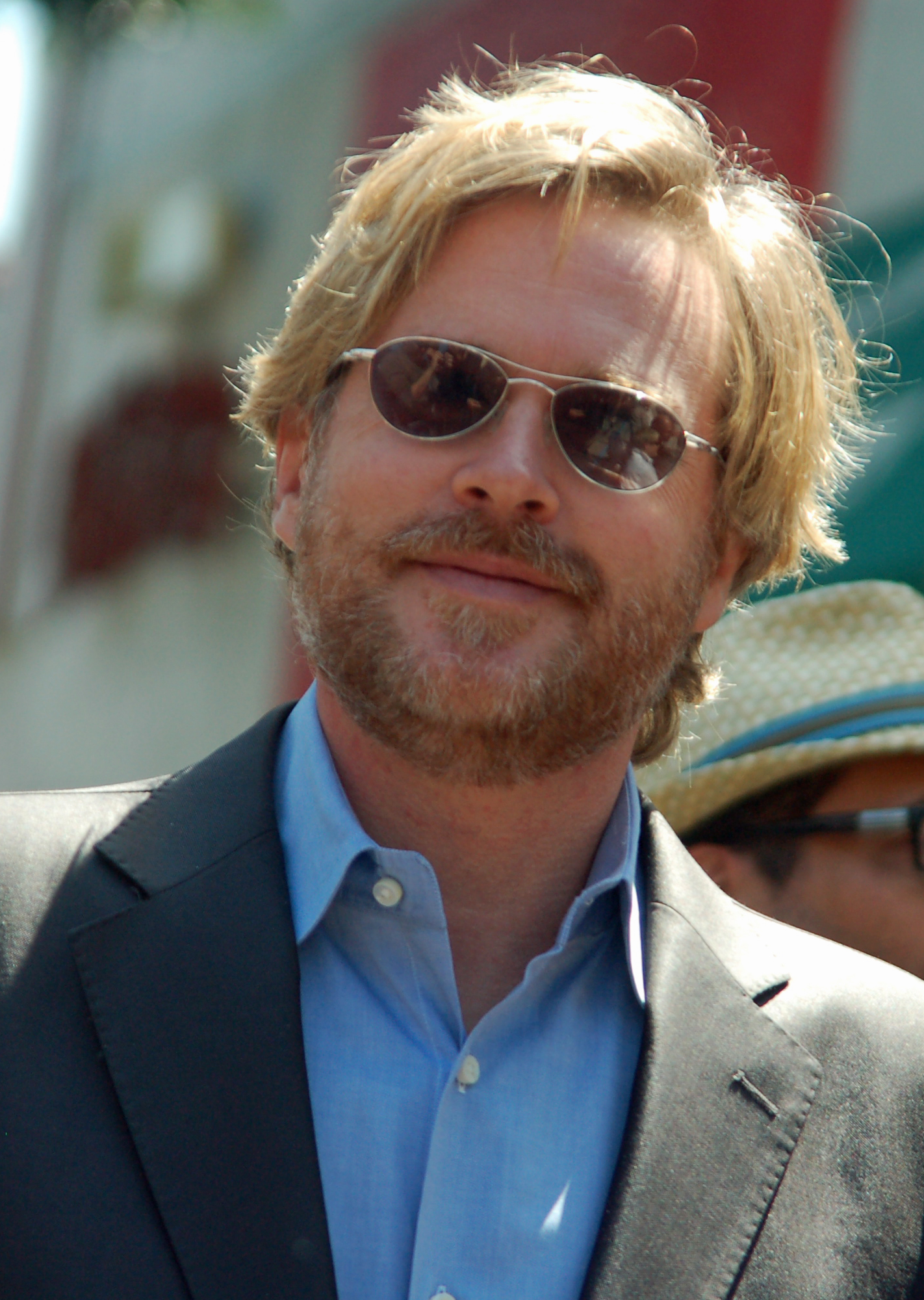
卡利·艾域士在第一部电影中饰演劳伦斯·戈登，在第七部电影中回归

- 演员：卡利·艾域士（电影）和史丹·克希（英语：Stan Kirsch）（动漫）
- 见于：《电锯惊魂：重生》《电锯惊魂》《电锯惊魂2》《电锯惊魂3》《电锯惊魂4》（仅提及）《电锯惊魂5》（仅提及）《电锯惊魂6》（仅提及）《电锯惊魂3D》《电锯惊魂：电子游戏》（仅提及）《电锯惊魂2：血与肉》（仅提及）
- 结果：存活

劳伦斯·戈登是一名医生，他诊断出约翰·克雷默的晚期癌症，最初也是竖锯案的嫌疑人，因为在竖锯的一个游戏现场发现了他的手电筒。约翰选中劳伦斯，认为他对他人冷漠无情，而且他与医学院学生卡拉·桑偷情。劳伦斯与亚当·斯坦海特一起被锁在一个破旧的浴室里。他被告知，必须在六点之前杀死亚当；如果他不这样做，他的妻子艾莉森和女儿黛安娜将被杀死，而他则将被困在浴室里直到死去。最终他没能杀死亚当，但用亚当找到的钢锯锯掉了自己的脚，把自己从镣铐中解救出来，并爬走去找人帮忙，向亚当保证他会带人回来（不过亚当在《电锯惊魂2》中就已经死了）。
劳伦斯的命运一直不为人知，直到《电锯惊魂3D》，劳伦斯使用热蒸汽管烧灼脚踝幸存下来，之后不久便昏迷过去。约翰发现了劳伦斯，祝贺他活了下来。然后他帮助劳伦斯康复，并给他装了一只假脚。
之后，约翰收劳伦斯为门徒，劳伦斯利用他的医疗技能为约翰准备了各种陷阱，例如在《电锯惊魂2》中把钥匙放进迈克尔·马克斯的眼睛里，以及在《电锯惊魂4》缝合阿特·布兰克的嘴和特雷弗的眼睛。他还在《电锯惊魂3》中选择了林恩·登朗作为约翰的外科医生，并在《电锯惊魂5》中给马克·霍夫曼侦探写了一封匿名信，称“我知道你是谁”。在约翰死后，他的前妻吉尔·塔克将遗嘱中留给她的一个包裹交给了劳伦斯，里面有一盘录像带，上面有约翰的指示，要她看管好吉尔，如果她出了什么事就立即行动。霍夫曼杀了吉尔并准备逃亡时，被三个戴着猪头面具的人伏击，其中一个人正是劳伦斯。劳伦斯把霍夫曼的脚踝拴在浴室的管道上后，拿起他用来锯断自己脚的钢锯，把它扔到了走廊上。然后他关灯离开，告诉霍夫曼“游戏结束”，然后关上门，留霍夫曼死在浴室里，没有办法逃脱。
劳伦斯还参加了《电锯惊魂3D》中博比·达根的竖锯幸存者支持小组会面。

### 马克·威尔逊（Mark Wilson）
- 演员：保羅·加特瑞克特（英语：Paul Gutrecht）
- 见于：《电锯惊魂：重生》《电锯惊魂》《电锯惊魂3》《电锯惊魂5》（仅提及）《电锯惊魂2：血与肉》（仅提及）
- 结果：死亡
- 死于：《电锯惊魂》

马克·威尔逊，一位30歲的软件分析師，是竖锯最早的受害者之一，因为他装病推脱责任而成为目标。马克被剥光衣服，他体内有一种慢效毒药，解药被锁在房间的一个保险柜里。马克不得不走过铺满碎玻璃的地板，拿着蜡烛来阅读写在墙上的保险箱密码，同时他身上涂抹了一种高度可燃的胶状物质。马克最终碰到了烛火，活活烧死了自己，他被烧焦的尸体被警察发现，上面切出一个拼图的形状。在《电锯惊魂5》中，可以得知他的姓氏是威尔逊，见于特别探员彼得·斯特拉姆查看的一份文件。

### 保罗（Paul）
- 演员：麥克·巴特斯
- 见于：《电锯惊魂：重生》《电锯惊魂》《电锯惊魂3》《电锯惊魂4》《电锯惊魂5》《电锯惊魂6》《电锯惊魂2：血与肉》（仅提及）
- 结果：死亡
- 死于：《电锯惊魂》

保罗是约翰最早的受害者之一，他被选中是因为他曾割腕自杀，不顾他有妻子和孩子的美好生活。保罗被关在一个大笼子里，笼子里有迷宫一样的铁丝网，他有两个小时的时间爬过铁丝获得自由；具有讽刺意味的是，如果保罗想活下去，他就得再次伤害自己，但如果他想死，他只要等着就行了。保罗选择穿过铁丝网，但在到达出口前流血过多而死；随后，竖锯从他的遗体上切下了一块拼图的形状。后来在《电锯惊魂4》中，可以看到保罗离开吉尔的药物诊所。在《电锯惊魂5》中，保罗被约翰和马克·霍夫曼绑架，后来便是《电锯惊魂》中的测试。

### 史蒂文·辛（Steven Sing）
- 演员：梁肯
- 见于：《电锯惊魂》《电锯惊魂3》《电锯惊魂5》《电锯惊魂：电子游戏》（仅提及）《电锯惊魂2：血与肉》（仅提及）
- 结果：死亡
- 死于：《电锯惊魂》

史蒂文·辛是最早被派去处理竖锯案的警探之一。他和他的搭档戴维·塔普利用一盘录像带的线索找到了竖锯的仓库。在那里，他们发现杰夫·赖登霍尔被困在一个陷阱里，电钻对准了他的脖子。竖锯很快就回来了，在两人表露身份时启动了装置，逼迫他们要么选择逮捕他，要么选择拯救杰夫。辛向钻头开枪阻止的钻头的运转，竖锯用隐藏的腕刀割伤了塔普的脖子后逃跑。辛在仓库里追捕竖锯时，不小心触发了四支猎枪将他射死。塔普为辛的死感到自责，最终导致他沉迷于抓捕竖锯。在《电锯惊魂5》中，警察举行了追悼会，纪念那些在了结竖锯案的过程中死去的人；辛是受表彰的警官之一。
电子游戏中可以得知辛有一个名叫梅利莎的妻子和一个名叫富兰克林的儿子。梅利莎在游戏中遇到了塔普，将她丈夫的死亡归咎于他。在录音带和文件中也经常提到辛。

### 泽普·欣德尔（Zep Hindle）
- 演员：迈克尔·爱默生（电影）和傑夫·舒特（动漫）
- 见于：《电锯惊魂：重生》《电锯惊魂》《电锯惊魂2》《电锯惊魂3》《电锯惊魂5》（仅提及）《电锯惊魂3D》《电锯惊魂2：血与肉》（仅提及）
- 结果：死亡
- 死于：《电锯惊魂》

泽普·欣德尔是一名在圣尤斯蒂斯医院工作的护工，约翰·克雷默正在那里接受癌症治疗。他在约翰接受治疗时与他建立了联系，但约翰认为他有“自己的问题”。泽普被迫监视亚当·斯坦海特和劳伦斯·戈登医生的游戏，才能获得他血液中毒药的解药。他被指示绑架艾莉森·戈登和黛安娜·戈登，如果劳伦斯·戈登在六点前没有杀死亚当，就把她们和劳伦斯都杀死。最终劳伦斯未能杀死亚当，但艾莉森和黛安娜设法逃脱，这时侦探戴维·塔普赶到，将泽普追到一个地下污水处理系统。在射杀塔普后，泽普前往亚当和劳伦斯的测试地点。泽普准备杀了劳伦斯，因为他虽然开枪打中亚当，但是时间已经过了。然而亚当并未死去，将泽普打倒在地，用马桶水箱盖砸死了他，认为他就是抓他们的人。

## 《电锯惊魂2》

### 艾迪生（Addison）
- 演员：艾曼紐·沃潔（英语：Emmanuelle Vaugier）
- 见于：《恐懼鬥室2》《恐懼鬥室3》《恐懼鬥室4》《电锯惊魂5》
- 结果：死亡
- 死于：《恐懼鬥室2》

艾迪生是一名妓女，是神经毒气室的受害者之一。与其他受害者一样，她也是被侦探埃里克·马修斯陷害的。她必须与其他人通力合作才能生存下去，但在得知另一名受害者丹尼尔就是埃里克的儿子后，她便决定独自寻找解毒剂。她把手伸进一个玻璃盒子里去拿解毒剂，但手臂被刀片夹住。泽维尔·查维斯找到了她，但只看了看她脖子后面的数字，留下她流血而死。在《电锯惊魂4》的一个闪回中，可以看到她在约翰·克雷默成为竖锯之前，向约翰提供性服务但被拒绝。在《电锯惊魂5》的一个闪回中，可以看到她在约翰和马克·霍夫曼搭建神经毒气室时躺在地上不省人事。

### 丹尼尔·马修斯（Daniel Matthews）
- 演员：埃里克·克诺德森
- 见于：《恐懼鬥室2》《恐懼鬥室3》《恐懼鬥室4》《电锯惊魂5》《奪魂鋸3D》
- 结果：存活

丹尼尔·马修斯是侦探埃里克·马修斯的儿子。在与父亲闹翻后，丹尼尔失踪了，后来发现他被关在神经毒气室，与七个被埃里克陷害入狱的人在一起。随着游戏的进行，丹尼尔的身份被发现，他被其他受害者抛弃了，但阿曼达·扬在发现乔纳斯·辛格的尸体后返回，两人一起逃离泽维尔·查维斯。追逐过程中，他们来到了《电锯惊魂》中的浴室，丹尼尔用钢锯割开了泽维尔的喉咙，杀死了他。阿曼达将昏迷的丹尼尔带到约翰处，锁在一个保险箱里，作为埃里克的测试；保险箱在两小时的计时器过后打开，他被特警队发现，有一个面罩为他提供氧气。丹尼尔在《电锯惊魂5》出现在一个闪回中，躺在地上不省人事，而约翰和马克·霍夫曼正在搭建神经毒气室。在《电锯惊魂3D》中，他出现在另一个闪回中，这次是在《电锯惊魂2》结尾的浴室中与阿曼达一起出现。

### 丹尼尔·里格（Daniel Rigg）
- 演员：賴瑞·班特（英语：Lyriq Bent）
- 见于：《恐懼鬥室2》《恐懼鬥室3》《恐懼鬥室4》《电锯惊魂5》
- 结果：死亡
- 死于：《恐懼鬥室4》

丹尼尔·里格是一名特警指挥官，首次出现在《电锯惊魂2》中，协助警探埃里克·马修斯和艾莉森·克里逮捕竖锯。在《电锯惊魂4》中，里格经历了四次测试，他被迫了解竖锯的犯罪手法。在最后一次测试中，他的腹部受到枪伤，在《电锯惊魂5》中，可以看到他死于失血过多。在《电锯惊魂5》中，警方举行了追悼会，纪念那些在侦破竖锯案的过程中死去的人；里格是受表彰的警官之一。

### 埃里克·马修斯（Eric Matthews）
- 演员：唐尼·華伯格
- 见于：《恐懼鬥室2》《恐懼鬥室3》《恐懼鬥室4》《电锯惊魂5》
- 结果：死亡
- 死于：《恐懼鬥室4》

埃里克·马修斯是一名警探，在《电锯惊魂2》中带领特警队前往约翰·克雷默的老巢。有暗示他与警探艾莉森·克里有染，这导致了他的离婚。当警察突袭老巢时，约翰透露他抓走了埃里克的儿子，但他承诺埃里克与他交谈两小时后就会发现他的儿子处于“安全的状态下”。埃里克之所以被选中参加游戏，是因为他有过滥用警力施暴和栽赃陷害的历史。埃里克很快就失去了耐心，殴打了约翰，迫使他把他带到神经毒气室。当他进入《电锯惊魂》的浴室时，阿曼达·扬使他丧失了行动能力，把他锁在一根管子上，让他自生自灭。
在《电锯惊魂3》中，埃里克通过砸断自己的脚和脚踝逃离了浴室。他追赶并殴打阿曼达，但后来她占了上风。最后他被一个蒙面人拖到牢房里，给他的脚戴上支架，并被监禁起来，直到《电锯惊魂4》中丹尼尔·里格的测试。里格没有通过最后的测试，导致两个大冰块从天花板上荡下来，砸碎了埃里克的头。在《电锯惊魂5》中，警察举行了追悼会，纪念那些在侦破竖锯案过程中死去的人；埃里克是受表彰的警官之一。

### 格斯·科利亚德（Gus Colyard）
- 演员：東尼·拿坡（英语：Tony Nappo）
- 见于：《恐懼鬥室2》《恐懼鬥室3》《恐懼鬥室4》《电锯惊魂5》
- 结果：死亡
- 死于：《恐懼鬥室2》

格斯·科利亚德是一名商人，是神经毒气屋的受害者之一。他和泽维尔·查维斯试图用钥匙打开一扇有诱杀装置的门，格斯从猫眼往外看时被枪击中眼睛。与其他受害者一样，格斯在这所房子里是因为他被埃里克·马修斯侦探陷害入狱。格斯后来出现在《电锯惊魂4》的一个闪回中，他在吉尔·塔克的健康诊所里与塞西尔·亚当斯争吵。在《电锯惊魂5》的一个闪回中，当约翰·克雷默和马克·霍夫曼搭建神经毒气室时，可以看到格斯躺在地上不省人事。从《电锯惊魂5》可知他的姓氏是科利亚德，这一点在特工彼得·斯特拉姆查看的一份文件中有所体现。

### 乔纳斯·辛格（Jonas Singer）
- 演员：葛連·普魯曼（英语：Glenn Plummer）
- 见于：《恐懼鬥室2》《恐懼鬥室3》《电锯惊魂5》
- 结果：死亡
- 死于：《恐懼鬥室2》

乔纳斯·辛格在《电锯惊魂2》中是神经毒气屋的受害者之一。与其他人一样，乔纳斯之前被埃里克·马修斯陷害入狱。有暗示他与帮派有关联。乔纳斯必须与其他人合作寻找解毒剂，最终被泽维尔·查维斯用带钉子的棒球棍打死。从《电锯惊魂5》中可知他的姓氏是辛格，这一点在特工彼得·斯特拉姆查看的一份文件中有所体现。乔纳斯在《电锯惊魂5》中短暂出现，在约翰·克雷默和马克·霍夫曼搭建神经毒气室时，可以看到他躺在地上失去意识。

### 劳拉·亨特（Laura Hunter）
- 演员：碧佛莉·米契（英语：Beverley Mitchell）
- 见于：《恐懼鬥室2》《恐懼鬥室3》《电锯惊魂5》
- 结果：死亡
- 死于：《恐懼鬥室2》

劳拉·亨特在《电锯惊魂2》中是神经毒气屋的受害者之一。与其他人一样，劳拉之前被埃里克·马修斯陷害入狱。一个闪回显示，奥比·泰特替拼图绑架了她。劳拉与其他人一起寻找解毒剂，但在发现另一名受害者丹尼尔是埃里克的儿子后不久就被神经毒剂毒死了。劳拉在《电锯惊魂5》中短暂出现，在约翰·克雷默和马克·霍夫曼搭建神经毒气室时，可以看到她躺在地上失去意识。从《电锯惊魂5》中可知他的姓氏是亨特，这一点在特工彼得·斯特拉姆查看的一份文件中有所体现。

### 迈克尔·马克斯（Michael Marks）
- 演员：諾姆·詹金斯
- 见于：《恐懼鬥室2》《恐懼鬥室3》《电锯惊魂4》《电锯惊魂5》（仅提及）《电锯惊魂3D》
- 结果：死亡
- 死于：《恐懼鬥室2》

在《电锯惊魂2》中，迈克尔·马克斯是一名为埃里克·马修斯警探工作的线人。他醒来时，脖子上锁着一个充满尖刺的面具。一盘录像带和一组X光片显示，钥匙已被手术植入他的右眼后面，要取回钥匙，他必须用手术刀摘下他的眼睛。他无法做到这一点，当定时器走到零时，面具闭合，杀死了他。
在《电锯惊魂4》的一个闪回中，可以看到迈克尔在吉尔·塔克诊所的等候室里。在《电锯惊魂5》中，他的姓氏是马克斯，这一点在彼得·斯特拉姆探员查看的一份文件中有所体现。
迈克尔也出现在《电锯惊魂3D》的一个闪回镜头中，劳伦斯·戈登医生动手术将钥匙放在他的眼睛后面，这便是《电锯惊魂2》中的测试。

### 奥比（Obi）
- 演员：提姆·伯德（电影）和馬克·卡爾（游戏）
- 见于：《恐懼鬥室2》《恐懼鬥室3》《电锯惊魂5》《电锯惊魂3D》《电锯惊魂：电子游戏》（英语：Saw (video game)）《电锯惊魂2：血与肉》（英语：Saw II: Flesh & Blood）（仅提及）
- 结果：死亡
- 死于：《恐懼鬥室2》

奥比是个纵火犯，也是神经毒气屋的受害者。他一直与其他人分开，直到他们遇到了一个为他准备的陷阱。录音机透露，奥比协助竖锯绑架了其他受害者，奥比被要求从一个炉子里取出两支解毒剂注射器，自己留一支，把另一支送人。当他取回注射器时，无意中触发了一个陷阱，使熔炉关上并点燃，将他活活烧死。奥比磁带里的一条线索表明，他可以通过关闭一个旁边有魔鬼图案的阀门来拯救自己，但在这个过程中会烧伤自己。
在《电锯惊魂5》的一个闪回中，他无意识地被马克·霍夫曼拖进了神经毒气室。奥比还出现在《电锯惊魂：电子游戏》中，他被戴维·塔普从另一个熔炉中救了出来。在《电锯惊魂：电子游戏》中透露，奥比渴望被竖锯反复测试，认为这是一个“礼物”。

### 皮特（Pete）
- 演员：凱利·瓊斯
- 见于：《恐懼鬥室2》《恐懼鬥室3》《电锯惊魂4》
- 结果：存活

在《电锯惊魂2》中，特警队员皮特与其他队员一起突袭威尔逊钢铁厂。他的小腿被楼梯陷阱压断，然后被其他特警抬走。后来，皮特从他的伤势中恢复过来，在《电锯惊魂3》中出现在一个竖锯陷阱的现场。之后，皮特在《电锯惊魂4》中，出现在艾莉森·克里的死亡现场。

### 泽维尔（Xavier）
- 演员：法蘭奇·吉（英语：Franky G）
- 见于：《恐懼鬥室2》《恐懼鬥室3》《电锯惊魂5》《电锯惊魂3D》
- 结果：死亡
- 死于：《恐懼鬥室2》

泽维尔是一名毒贩，也是神经毒气屋的受害者。与其他受害者一样，泽维尔在被侦探埃里克·马修斯陷害后在监狱服刑。泽维尔被指示寻找藏在房子四处的解毒针筒。他们发现了一个为他准备的测试，有一把钥匙藏在一个满是注射器的坑里，但他却把阿曼达·扬扔进了坑里。他没能及时打开装有解毒剂的门，并对其他人的失败感到沮丧，抛弃了大家。泽维尔后来回忆起竖锯在录音机里留下的提示，意识到每个受害者的脖子后面都写着一个数字，如果组合起来，就能打开一个装有解毒剂的保险箱。泽维尔开始追捕其他受害者，收集他们的号码，然后得知其中一个受害者丹尼尔就是埃里克的儿子。他把丹尼尔和阿曼达逼到《电锯惊魂》的浴室里，但丹尼尔用钢锯割开了泽维尔的喉咙，杀死了他。泽维尔的尸体出现在《电锯惊魂3》和《电锯惊魂3D》中。在《电锯惊魂5》中，当约翰·克雷默和马克·霍夫曼搭建神经毒气室时，可以看到他躺在地上不省人事。

## 《电锯惊魂3》

### 科比特·登朗（Corbett Denlon）
- 演员：妮亞芙·威爾森（英语：Niamh Wilson）
- 见于：《恐懼鬥室3》《恐懼鬥室4》《电锯惊魂5》《电锯惊魂6》
- 结果：存活

科比特·登朗是杰夫·登朗和林恩·登朗的被忽视的女儿。她被绑架并藏在竖锯的仓库里，得到的空气供应很有限。杰夫在杀死竖锯后得知了她被绑架的消息，并透露为了救回科比特，他必须玩另一个游戏。然而，这个游戏从未实现，因为他在得知科比特被绑架后不久，就在《电锯惊魂4》中被特工彼得·斯特拉姆射杀。在《电锯惊魂4》中，马克·霍夫曼在与特工琳赛·佩雷斯交谈时，可以看到他拿着科比特的一个毛绒玩具。科比特在《电锯惊魂5》中短暂露面，拿着毛绒玩具被霍夫曼抱出仓库交给一名警察。在《电锯惊魂6》导演剪辑版DVD的片尾字幕后，可以看到阿曼达·扬通过科比特被囚禁的房间的门与她交谈，劝她不要相信来救她的霍夫曼。

### 达妮卡（Danica）
- 演员：德布拉·麦凯布
- 见于：《电锯惊魂3》《电锯惊魂5》（仅提及）
- 结果：死亡
- 死于：《电锯惊魂3》

达妮卡是导致杰夫·登朗的儿子迪伦死亡的那场车祸的唯一证人。达妮卡没有留下来作证，而是逃离了现场，后来被绑架了，作为杰夫测试的一部分。她被剥光了衣服，吊在一个冷冻室里。杰夫一进入，两侧的喷头就开始向达妮卡喷水。她设法说服杰夫帮助她，但在他从冰冻的金属栅栏后面取回钥匙之前，她就被冻死了。

### 迪伦·登朗（Dylan Denlon）
- 演员：史特凡·喬吉歐
- 见于：《电锯惊魂3》《电锯惊魂4》
- 结果：死亡
- 死于：《电锯惊魂3》

迪伦·登朗是杰夫·登朗和林恩·登朗的亡故儿子。他骑自行车时被醉酒司机蒂莫西·扬开车撞死。由于蒂莫西仅获得了很轻的判决，杰夫开始满心寻仇，这就是他在《电锯惊魂3》中接受测试的原因。杰夫甚至被迫烧掉了迪伦的所有遗物，才能获得其中一个陷阱的钥匙。杰夫最终原谅了蒂莫西（在一个闪回画面中可以得知他真的感到悔恨）造成他儿子的死亡。此前他还原谅了逃离现场没有站出来作证的证人达妮卡，以及对蒂莫西进行判决的法官霍尔登。

### 霍尔登法官（Judge Halden）
- 演员：貝瑞·佛萊特曼
- 见于：《电锯惊魂3》《电锯惊魂5》（仅提及）
- 结果：死亡
- 死于：《电锯惊魂3》

霍尔登是主持蒂莫西·扬案件的法官，就是那位杀害杰夫·登朗儿子迪伦的醉酒司机的案子。霍尔登被抓来作为杰夫宽恕测试的一部分，看杰夫是否能克服对霍尔登只判处蒂莫西六个月监禁的愤怒。他被锁在一个大桶的底部，大桶里会逐渐装满液化的猪的尸体。释放他的钥匙在一个装满迪伦物品的焚烧炉里。霍尔登恳求杰夫，劝他不要成为杀手，最终，他向杰夫透露自己也有个儿子，杰夫不情愿地烧掉了迪伦的遗物拿到了钥匙，及时释放了霍尔登。后来，在面对蒂莫西的时候，霍尔登再次恳求杰夫做点什么，还曾试图用蛮力停下蒂莫西的机器。杰夫最终原谅了蒂莫西，并试图帮助他，但在取回钥匙时，他不小心触发了猎枪，猎枪射到了霍尔登的脸上，使他当场死亡。

### 杰夫·登朗（Jeff Denlon）
- 演员：安古斯·麦克菲登
- 见于：《恐懼鬥室3》《恐懼鬥室4》《电锯惊魂5》《电锯惊魂6》《奪魂鋸3D》（仅提及）
- 结果：死亡
- 死于：《电锯惊魂4》

杰夫·登朗是《电锯惊魂3》中约翰·克雷默的受害者之一。在儿子迪伦被醉酒司机蒂莫西开车撞死后，杰夫被复仇所吞噬。在儿子死后三年，杰夫被绑架，并与他认为应对该事件负责的人进行了一系列的接触：达妮卡·斯科特（逃离现场的证人，后来没有出面作证）、霍尔登法官（对蒂莫西判得很轻）以及蒂莫西本人（在一个闪回镜头中可以得知他对杀害迪伦一事真的感到悔恨）。杰夫面临着拯救他们或让他们死在陷阱里的选择；霍尔登法官恳求杰夫不要让自己也变成杀人犯。在杰夫的最后考验中，他与竖锯本人对峙，要证明他是否已学会如何原谅。杰夫告诉约翰他原谅了他，然后用圆锯切开了他的喉咙，但无意中触发了一个装置，杀死了他的妻子林恩。约翰死之前拿出了一个录音机，告诉杰夫没有通过最后的测试，他必须玩另一个游戏来拯救他的女儿科比特。
在《电锯惊魂4》中，杰夫被彼得·斯特拉姆探员杀死。斯特拉姆赶来是想营救埃里克·马修斯，但杰夫用枪指着他，问他女儿在哪里，斯特拉姆出于自卫，开枪打死了杰夫。

### 吉尔·塔克（Jill Tuck）
- 演员：貝西·羅素
- 见于：《电锯惊魂：重生》（英语：Saw: Rebirth）《恐懼鬥室3》《恐懼鬥室4》《电锯惊魂5》《电锯惊魂6》《奪魂鋸3D》《奪魂鋸：遊戲重啟》（仅提及）《电锯惊魂2：血与肉》（英语：Saw II: Flesh & Blood）（仅提及）
- 结果：死亡
- 死于：《奪魂鋸3D》

吉尔·塔克是约翰·克雷默的前妻，在《电锯惊魂3》中短暂出现，是约翰在接受脑部手术时回忆起的一部分记忆。在《电锯惊魂4》中，她被联邦调查局特工彼得·斯特拉姆和琳赛·佩雷斯审问，揭示了竖锯的背景故事。在《电锯惊魂5》中，约翰死后，吉尔拜访了他的律师，听取了他的遗嘱，被遗赠了一个盒子，里面是他最后的测试对象，包括吉尔必须亲自执行的一项测试。在《电锯惊魂6》中，吉尔顺从约翰的遗愿，将马克·霍夫曼置于一个看似无法逃脱的陷阱中，打算杀死他。
在《电锯惊魂3D》中，霍夫曼逃脱陷阱后，吉尔逃到他所在的分局，向内务部的马特·吉布森侦探寻求帮助，提出控告霍夫曼以换取豁免权和保护。当吉尔被保护性拘留时，霍夫曼潜入警局，用之前用在阿曼达·扬身上的反向捕熊器杀死了她。她死后，劳伦斯·戈登医生报了仇。约翰在留给他的一盘录像带中指示，要他照看好吉尔，如果她出了什么事，要立即代替约翰采取行动。
在《奪魂鋸：遊戲重啟》中，吉尔被简短地提及，揭示了游戏发生在她家的一个养猪场，直到该养猪场因伪狂犬病的爆发而不得不关闭。

### 林恩·登朗（Lynn Denlon）
- 演员：貝海兒·舒米克（英语：Bahar Soomekh）
- 见于：《恐懼鬥室3》《恐懼鬥室4》《电锯惊魂5》《电锯惊魂6》《奪魂鋸3D》
- 结果：死亡
- 死于：《奪魂鋸3》

林恩·登朗是一名急诊室医生，在《电锯惊魂3》中被阿曼达·扬绑架，任务是让约翰·克雷默活着，直到另一名受害者完成测试。阿曼达在林恩的脖子上锁了一个项圈；如果约翰死了或者她离开范围太远，项圈就会向她的头部发射五发猎枪弹。林恩照顾着约翰，并做了一个简易的脑部手术来减轻他的脑部压力，而她的丈夫杰夫·登朗则面临着一系列的测试。阿曼达在杰夫完成测试后拒绝释放林恩，她嫉妒约翰对她的關心，不相信她通过测试学到了什么。阿曼达不知道林恩和杰夫是夫妻，于是向她开枪。杰夫在林恩中枪后进入房间，枪杀阿曼达作为报复；然后他用圆锯割开约翰的喉咙，无意中激活了林恩的项圈；在约翰死亡后，她被当场炸死。她的尸体在《电锯惊魂4》和《电锯惊魂5》中出现。《电锯惊魂6》中透露，马克·霍夫曼要挟阿曼达杀死林恩。在《电锯惊魂3D》中透露，是劳伦斯·戈登医生建议她为约翰做手术的。

### 马克·霍夫曼（Mark Hoffman）
- 演员：科斯塔斯·曼迪勒
- 见于：《恐懼鬥室3》《恐懼鬥室4》《电锯惊魂5》《电锯惊魂6》《奪魂鋸3D》《奪魂鋸X》（片尾登場）《电锯惊魂：电子游戏》（英语：Saw (video game)）（仅提及）《电锯惊魂2：血与肉》（仅提及）
- 结果：不详

马克·霍夫曼在《电锯惊魂3》中短暂登场，是调查特洛伊无法逃脱的陷阱现场的侦探。在《电锯惊魂4》中，他被置于一个陷阱中，作为警官丹尼尔·里格测试的一部分。然而，他后来被揭露是约翰·克雷默的同伙。《电锯惊魂5》揭示了霍夫曼的妹妹被男友塞思·巴克斯特杀害，然而塞思提前出狱，霍夫曼为了报复，把他置于一个无法逃脱的陷阱里，伪装成约翰作案的样子；塞思虽然按照指示做了，但还是被杀死了。约翰发现了这个陷阱，勒索霍夫曼为他工作，但霍夫曼最终心甘情愿成为门徒，在随后的几乎每个陷阱中都协助了约翰。
当特工彼得·斯特拉姆开始调查他时，霍夫曼杀了他并将其陷害。在《电锯惊魂6》中，他杀死了两名威胁要揭露他的秘密的联邦调查局特工和一名技术人员。按照约翰的要求，吉尔·塔克尝试用最新的反向捕熊器杀死他，但他设法逃脱。在《电锯惊魂3D》中，他潜入警察局，杀死了阻挡他找到吉尔的所有人，然后用约翰对阿曼达·扬使用的原始反向捕熊器杀死了她。杀死吉尔后，霍夫曼毁掉了他的仓库并准备潜逃。然而，就在离开之前，他被劳伦斯·戈登医生绑架，最后被关在《电锯惊魂》的浴室里等死，从而为吉尔的死报了仇。
在《奪魂鋸X》中，約翰被騙接受了假癌症治療，約翰要求霍夫曼獲取有關欺騙他的人的訊息。在片尾彩蛋中，霍夫曼在《奪魂鋸》的浴室裡站在約翰旁邊，協助他對最初引誘約翰加入該計劃的亨利·凱斯勒進行測試。
根据制片人歐倫·庫魯斯和馬克·伯格的说法，霍夫曼是以已故的《电锯惊魂》制片人格雷格·霍夫曼命名的，他在《电锯惊魂3》宣布后不久就去世了。

### 蒂莫西（Timothy）
- 演员：姆波·可霍（英语：Mpho Koaho）
- 见于：《电锯惊魂3》《电锯惊魂5》（仅提及）《电锯惊魂6》
- 结果：死亡
- 死于：《奪魂鋸3》

蒂莫西是一名医科学生，在《电锯惊魂3》事件发生的三年前，他酒后驾车，将杰夫·登朗的儿子迪伦开车撞死。蒂莫西仅被判处6个月的监禁，并在影片事件发生前很久被释放，这加剧了杰夫对复仇的渴望。有一个闪回画面显示，蒂莫西对造成迪伦的死亡感到真正的悔恨。
在《电锯惊魂3》中，蒂莫西被置于一个“绞架”中，会逐一扭转并折断他的四肢。霍尔登法官（蒂莫西案件的法官）恳求他做些什么（甚至试图用蛮力停下装置），杰夫最初满足于看着蒂莫西死去，但最终原谅了他并决定帮助他。然而，杰夫为时已晚，装置扭转了蒂莫西的头，在杰夫解锁设备之前，蒂莫西已经死去。在杰夫试图拯救蒂莫西的过程中，霍尔登法官也被杀了，因为杰夫在取回被绑在扳机上的钥匙时，不小心触发猎枪，打死了霍尔登。蒂莫西还出现在《电锯惊魂6》的一个闪回中，在被霍夫曼绑上“绞架”之前，他躺在地上失去知觉。

### 特洛伊（Troy）
- 演员：J·拉羅斯（英语：J. Larose）
- 见于：《电锯惊魂3》《电锯惊魂4》
- 结果：死亡
- 死于：《奪魂鋸3》

特洛伊是阿曼达·扬的第一批受害者之一，之所以选择他，是因为他尽管有着优越的成长环境，但却长期被关进监狱。特洛伊被囚禁在一间教室里，他的任务是在炸弹引爆前从他的身上扯下11条锁链，但他无法及时扯下下颌骨上的最后一条锁链。后来人们发现，特洛伊唯一的出口被焊死了，即使他把所有的链子都扯下来，也没有办法逃脱。特洛伊后来在《电锯惊魂4》的一个闪回中出现，在吉尔·塔克诊所的等候室里。

## 《恐懼鬥室4》

### 赫夫纳医生（Dr. Heffner）
- 演员：詹姆斯·范·派登
- 见于：《恐懼鬥室4》《电锯惊魂6》《奪魂鋸3D》
- 结果：死亡
- 死于：奪魂鋸3D

赫夫纳医生是《电锯惊魂4》开头对约翰·克雷默进行尸检的法医。他在《电锯惊魂6》中短暂出现，他告诉马克·霍夫曼警探和琳赛·佩雷斯和丹·埃里克森探员，他对竖锯的所有受害者都进行了尸检，并且发现塞思·巴克斯特和后来的埃迪的遗体切下的拼图碎片用的是不同的刀。在《电锯惊魂3D》中，他被藏在尸袋里潜入停尸房的霍夫曼谋杀。

### 阿特（Art）
- 演员：路易斯·費雷拉
- 见于：《恐懼鬥室4》《电锯惊魂5》《奪魂鋸3D》《电锯惊魂2：血与肉》（英语：Saw II: Flesh & Blood）（仅提及）
- 结果：死亡
- 死于：奪魂鋸4

阿特是一名律师，在约翰转变为拼圖殺人狂之前，他与约翰·克雷默和吉尔·塔克一起参与了一个住房开发项目。阿特因为有罪的人辩护而成为约翰的目标，其中包括布伦达（皮条客）、伊万·兰兹纳斯（强奸犯）和雷克斯（家暴的丈夫）。阿特出现的第一个陷阱里，他和另一个受害者特雷弗对峙。两人的脖子都被锁在绞盘上，阿特的嘴被缝住，特雷弗的眼睛也被缝住，无法交流。特雷弗惊慌失措，试图杀死阿特，阿特被迫杀死特雷弗，以取回拴在他项圈上的钥匙，在此过程中撕开了他的嘴。阿特后来还参与了为丹尼尔·里格设置的测试。他的任务是在里格测试的90分钟内保持埃里克·马修斯和马克·霍夫曼的生命，他的背上绑着一个装置，上面有一组钳子准备切开他的脊椎。一旦计时器时间到头，他将按下一个按钮，释放他和这两个俘虏。然而，里格在还有一秒钟时撞开了门，导致埃里克死亡，然后在误以为阿特手中的录音机是枪后，向他的头部开枪。阿特在《电锯惊魂5》的闪回镜头中出现，并在《电锯惊魂3D》中与约翰在吉迪恩肉类加工厂外的照片中出现在警察局的证据室。

### 布伦达（Brenda）
- 演员：莎琳娜·鮑琳
- 见于：《恐懼鬥室4》
- 结果：死亡
- 死于：奪魂鋸4

布伦达是一个皮条客，在《电锯惊魂4》中作为丹尼尔·里格游戏中的一个受害者出现。阿特·布兰克曾在以前的刑事审判中担任她的律师，并使她无罪释放。布伦达被放在一台机器中，会将她的头皮从她的头上撕下来，里格被指示直接离开她，因为她不值得拯救。当他找到写在齿轮上的密码释放她后，她用藏在房间里的一把刀攻击他。里格把她摔向镜子制服了她，当警察赶到现场时，她已经因失血过多而死亡。竖锯告诉她，里格是来逮捕她的，而阻止里格将她送进监狱的唯一方法就是杀死他。

### 塞西尔（Cecil）
- 演员：比利·奧蒂斯
- 见于：《恐懼鬥室4》《电锯惊魂5》（仅提及）《奪魂鋸6》《电锯惊魂2：血与肉》（仅提及）
- 结果：死亡
- 死于：奪魂鋸4

塞西尔是一名吸毒者，在约翰·克雷默转变为拼圖殺人狂的过程中发挥了很大作用。在吉尔·塔克晚上关闭她的戒毒所时，他恳求她让他再进去；进去后，他搶了戒毒所的藥品，并在逃跑时把门撞向她的肚子，无意中导致她流产。约翰后来绑架了塞西尔，并把他困在竖锯的第一个陷阱中：一把有刀片束缚着的椅子，他只能把脸用力压向刀子才能逃脱。挣扎中椅子散架，塞西尔向约翰冲去，约翰闪到一边，让塞西尔栽进了缠在一起的铁丝网里，杀死了他。约翰随后从塞西尔的遗体上切割出一块拼图的形状。在《电锯惊魂6》中，可以得知塞西尔是在阿曼达·扬的要求下抢劫了吉尔的诊所。

### 菲斯克侦探（Detective Fisk）
- 演员：麥克·瑞巴
- 见于：《电锯惊魂4》《电锯惊魂5》
- 结果：存活

菲斯克是一名侦探，首次出现在《电锯惊魂4》中，与特工彼得·斯特拉姆和琳赛·佩雷斯一起工作。在《电锯惊魂4》中，他在艾莉森·克里死亡的现场发现了丹尼尔·里格的指纹，在她的尸体和陷阱之间的子弹壳上。在《电锯惊魂5》中，当联邦调查局营救马克·霍夫曼和科比特·登朗时，他出现在吉迪恩肉类加工厂。菲斯克还在闪回中与霍夫曼一起出现在塞思·巴克斯特的死亡现场，后来霍夫曼告诉他案子一有进展就要及时告知。

### 伊万（Ivan）
- 演员：馬蒂·亞當斯（英语：Marty Adams）
- 见于：《电锯惊魂4》
- 结果：死亡
- 死于：《电锯惊魂4》

伊万在《电锯惊魂4》中作为亚历山大汽车旅馆的店员出现。伊万涉嫌多次恶性强奸，但由于他的律师阿特·布兰克的努力而多次获释，他是丹尼尔·里格第二次测试的一部分。按照指示，里格强迫他进入一个相邻的汽车旅馆房间，在那里摆放着伊万的影像证据。愤怒的里格强迫伊万进入一个事先安排好的陷阱，并给他提供了解脱的工具：两个可以将刺刀插入他眼睛的按钮。在60秒的计时器走到头之前，伊万只弄瞎了一只眼睛，最后陷阱扯下了他的三条肢体，把他的尸体甩到了房间的另一边。

### 琳赛·佩雷斯（Lindsey Perez）
- 演员：雅典娜·卡卡尼斯
- 见于：《电锯惊魂4》《电锯惊魂5》《电锯惊魂6》
- 结果：死亡
- 死于：《电锯惊魂6》

琳赛·佩雷斯是一名联邦调查局特工，与她的搭档彼得·斯特拉姆特工一起被指派负责竖锯案。她和斯特拉姆接到艾莉森·克里警探的通知，说有两名警官可能处于危险之中，于是他们调查了丹尼尔·里格和马克·霍夫曼的失踪案。当他们一路追踪里格的测试时，很明显，他们自己也成为了竖锯的目标。在一个犯罪现场，斯特拉姆把她拉到一边，躲过了发射的鱼叉，但鱼叉不幸射中了摄影师。几分钟后，他们进入另一个房间，面对的是一个比利娃娃和一盘为佩雷斯准备的磁带。当她靠过去听磁带时，比利娃娃的脸爆炸了，弹片射中她的脸和脖子。在《电锯惊魂5》中，暗示佩雷斯因伤势过重而死亡；她对斯特拉姆说的最后一句话是“霍夫曼侦探”，导致斯特拉姆对霍夫曼产生怀疑。
在《电锯惊魂6》中，佩雷斯被发现还活着，脸上有明显的疤痕，并重新开始处理竖锯案。她不相信斯特拉姆是竖锯的帮凶，她和探员丹·埃里克森调查了每个犯罪现场的异常情况，其中包括霍夫曼制作的变声录像带。录像带声音被还原时，霍夫曼就刺死了她。她临死前，霍夫曼问还有谁知道他的秘密，她说“所有人”。杀死佩雷斯后，霍夫曼放火烧了她的尸体和音频实验室里的其他东西，以销毁证据。

### 摩根（Morgan）和雷克斯（Rex）
- 演员：珍娜·蘭德（英语：Janet Land）和朗·李（英语：Ron Lea）
- 见于：《电锯惊魂4》
- 结果：摩根存活；雷克斯死亡
- 死于：《电锯惊魂4》（仅雷克斯）

摩根和雷克斯是一对夫妻。警官丹尼尔·里格怀疑雷克斯虐待他的妻子和他们的女儿简，但由于摩根和简拒绝作证指控他，所以无法逮捕他。沮丧之余，里格对雷克斯打了一拳，促使他的律师阿特·布兰克威胁他要提起诉讼。侦探马克·霍夫曼出面调解，声称里格是出于自卫，此事被撤销。雷克斯和摩根后来被置于一个竖锯测试中，作为里格游戏的一部分。两人被背对背锁在一起，身体被几根长钉刺穿。一盘留给摩根的磁带告诉她，她可以通过拔掉钉子来释放自己，但在这个过程中会杀死雷克斯。当里格找到这对夫妇时，雷克斯已经死了，摩根也失去了知觉，她已经拔掉了所有的钉子，只剩一个钉子拔不下来。他给了她锁的钥匙，并告诉她她必须自救，然后触发了火警警报，让当局得知她的位置。当特工彼得·斯特拉姆和琳赛·佩雷斯找到摩根时，她说里格拯救了她。

### 彼得·斯特拉姆（Peter Strahm）
- 演员：史考特·帕特森
- 见于：《电锯惊魂4》《电锯惊魂5》《电锯惊魂6》
- 结果：死亡
- 死于：《电锯惊魂5》

彼得·斯特拉姆是一名被分配到竖锯案的联邦调查局探员。他和他的搭档琳赛·佩雷斯探员在警察发现艾莉森·克里的尸体后不久就赶到了她的死亡现场。他是第一个推断出竖锯可能有不止一个同伙的人。他审问了吉尔·塔克，获得了有关竖锯的背景信息，同时追捕丹尼尔·里格。他的调查将他引向吉迪恩肉类加工厂，在那里他发现了竖锯、阿曼达·扬和林恩·登朗的尸体。斯特拉姆在马克·霍夫曼把他锁起来之前出于自卫杀死了杰夫·登朗。在《电锯惊魂5》的开场，斯特拉姆找到了一个隐藏的出口，但他被抓住并被置于一个陷阱中（他的头被套在玻璃立方体中，里面充满了水），目的是要杀死他。他从衬衫口袋里取出一支钢笔，扎伤喉咙后用笔管呼吸，从而得以幸存。随后，他的上司丹·埃里克森探员将他从这个案子中调离。斯特拉姆独自展开调查，对霍夫曼产生了怀疑。他最终因为没有按照霍夫曼的指示行事，被挤死在一个陷阱房间里，霍夫曼将他的手机放在犯罪现场，将他诬陷为竖锯的第二个同伙。
在《电锯惊魂6》中，霍夫曼从陷阱下面的玻璃柜里出来，用斯特拉姆的断手在其他犯罪现场留下他的指纹。当特工佩雷斯和埃里克森揭穿这个骗局时，霍夫曼立即谋杀了他们，并在放火前再次在现场留下了斯特拉姆的指纹。

### 特蕾西·里格（Tracy Rigg）
- 演员：英格麗·哈特
- 见于：《电锯惊魂4》
- 结果：存活

丹尼尔·里格的妻子特蕾西·里格经常独自在家，因为丹尼尔花了很多时间在工作上。他到家时，她正准备离开几天，和她母亲住在一起；她试图说服他和她一起去，但他拒绝了。在离开之前，她告诉他，他是不能拯救所有人的。

### 特雷弗（Trevor）
- 演员：凱文·洛許頓
- 见于：《电锯惊魂4》《电锯惊魂3D》
- 结果：死亡
- 死于：《电锯惊魂4》

特雷弗在《电锯惊魂4》中作为受害者出现，与阿特·布兰克一起被置于一个陷阱中。两人的脖子都被锁在绞盘上；钥匙被挂在特雷弗的脖子上，然而，特雷弗的眼睛和阿特的嘴都被缝上了，无法交流。在恐慌中，特雷弗用钩子刺伤了阿特的腿，而阿特为了夺回钥匙而杀死了他。在《电锯惊魂3D》中，可以看到劳伦斯·戈登医生将特雷弗的眼睛缝了起来。

## 《电锯惊魂5》

### 安杰利娜（Angelina）
- 演员：莎拉·鮑爾（英语：Sarah Power）
- 见于：《电锯惊魂5》《电锯惊魂6》（仅提及）《奪魂鋸3D》《电锯惊魂2：血与肉》（英语：Saw II: Flesh & Blood）（仅提及）
- 结果：死亡
- 死于：《电锯惊魂5》

安杰利娜是侦探马克·霍夫曼的妹妹，被她的男友塞思·巴克斯特谋杀。他被判了无期徒刑，但只坐了五年牢就出狱了。霍夫曼通过绑架塞思并将他置于一个无法逃脱的陷阱中来报复他，这个陷阱被制作成类似于竖锯的陷阱。塞思尽管遵循了所得到的指示，但还是被钟摆巨斧切成了两半。约翰·克雷默不赞成直接杀害受害者，他得知了这个陷阱，并利用这一点胁迫霍夫曼成为他的门徒。

### 阿什莉（Ashley）
- 演员：勞拉·戈登
- 见于：《电锯惊魂5》《电锯惊魂6》（仅提及）
- 结果：死亡
- 死于：《电锯惊魂5》

阿什莉是《电锯惊魂5》主要游戏中的五名受害者之一。在第一个房间里，受害者的脖子上锁着项圈，项圈与鐵索相连，会将他们拉向一组刀片斩首。项圈的钥匙在房间的另一端，他们有60秒的时间在项圈缩回之前释放自己。除了阿什莉，其他人都及时解救了自己。她曾是一名消防检查员，因为写了一份报告掩盖了一场縱火案，导致8人死亡而失去了工作。

### 布丽特（Brit）
- 演员：朱莉·本茨
- 见于：《电锯惊魂5》《电锯惊魂6》（仅提及）
- 结果：存活

布丽特是一家房地产公司的副总裁，她和其他四个人一起被置于总共有四个陷阱的游戏中。这五名受害者认为，每个房间都必须有一个人死亡，才能让其他人继续下去；在第三个房间，布丽特用一把电动螺丝刀刺死了卢巴·吉布斯。然而，在最后一个房间里，她意识到，他们其实可以一起合作，这样每个人都会活下来。她和另一个幸存者马利克·斯科特还了解到，他们五人是通过一场造成8人死亡的建筑火灾联系在一起的，而这场火灾正是布丽特一手策划的。布丽特和马利克被迫锯开自己的手臂，以获得足够的血液来打开出口的门。当她从房间里爬出来时，特工丹·埃里克森发现了她，并呼叫了医疗援助。

### 查尔斯（Charles）
- 演员：卡洛·羅塔（英语：Carlo Rota）
- 见于：《电锯惊魂5》《电锯惊魂6》（仅提及）
- 结果：死亡
- 死于：《电锯惊魂5》

查尔斯是一名记者，在《电锯惊魂5》的主要游戏中与其他四个人一起成为受害者。他看上去是个聪明人，知道些关于其他受害者和他们共同参与纵火骗局的事情。他在第二个房间袭击了马利克·斯科特，以获得打开防空洞的钥匙，但却被卢巴·吉布斯用金属棒袭击，当其他三名受害者从房间里的爆炸装置中转移到安全地带时，他就被抛下了。查尔斯意识到防空洞大到可以容纳不止一个人时已经太晚了，并在炸弹引爆时死亡。查尔斯一直在写一份关于纵火烧毁建筑物的报告，但却把这篇报道埋藏起来。

### 丹·埃里克森（Dan Erickso）
- 演员：馬克·羅斯頓
- 见于：《电锯惊魂5》《电锯惊魂6》
- 结果：死亡
- 死于：《电锯惊魂6》

丹·埃里克森是负责竖锯案的联邦调查局特工，特工彼得·斯特拉姆和琳赛·佩雷斯在他手下工作。在斯特拉姆从竖锯陷阱中侥幸逃脱后，他解除了斯特拉姆的职务，并随着斯特拉姆对竖锯的痴迷而对他越来越警惕。马克·霍夫曼警探告诉埃里克森，斯特拉姆认为竖锯还有一个同伙，于是他对斯特拉姆的手机进行追踪定位以找到他。他在竖锯游戏的现场发现了霍夫曼故意留下的斯特拉姆的手机，于是发布了逮捕斯特拉姆的全员通告。
在《电锯惊魂6》中，埃里克森和佩雷斯（她的死亡是为了保护自己而伪造的）继续调查，并探究斯特拉姆与约翰·克雷默的联系。随着他们发现了表明斯特拉姆是被陷害的证据，他们对霍夫曼的怀疑也在增加。他们的音频实验室技术员从塞思·巴克斯特的录像带上还原出原始声音，揭示了霍夫曼是约翰的同伙，他就割断了埃里克森的颈静脉，刺死了佩雷斯。埃里克森还活着时，霍夫曼就将汽油浇在埃里克森身上，并点燃实验室以销毁证据。

### 卢巴·吉布斯（Luba Gibbs）
- 演员：梅根·古德（英语：Meagan Good）
- 见于：《电锯惊魂5》《电锯惊魂6》（仅提及）
- 结果：死亡
- 死于：《电锯惊魂5》

城市规划师卢巴·吉布斯与其他四个人一起是《电锯惊魂5》主要游戏中的受害者。在第一个房间幸存下来后，卢巴在查尔斯·萨洛蒙袭击马利克·斯科特后袭击了他，留下查尔斯在第二个房间的爆炸装置引爆时死亡。在第三个房间里，布丽特·史蒂文森刺死了卢巴，说她不信任卢巴。她和马利克用尸体作为导电体，打开了最后一个房间的门。
据透露，卢巴参与过一场导致8人死亡的纵火骗局，正是这一事件将游戏中的所有受害者联系在一起。她曾接受她父亲理查德·吉布斯拥有的一个体育队的贿赂，好在马利克烧毁的建筑物的原址上建造一个体育场。

### 马利克（Mallick）
- 演员：葛瑞格·布萊克
- 见于：《电锯惊魂5》《电锯惊魂6》（仅提及）《电锯惊魂3D》
- 结果：存活

马利克是一个纵火犯和海洛因成瘾者，是《电锯惊魂5》中主要游戏的五个受害者之一。马利克对其他受害者有所怀疑，设法在第一个陷阱中幸存下来，并在第二个测试中被卢巴·吉布斯救出，代价是查尔斯·萨洛蒙的生命，但卢巴在第三个陷阱中背叛了他。马利克被布丽特·史蒂文森救下，史蒂文森杀死了卢巴，两人利用卢巴的尸体关闭电路，打开了通往最后一个房间的门。在最后的测试中，马利克开始了解他与其他受害者的联系，那是通过布丽特策划的一次事件，他烧毁了一栋所谓的废弃建筑，杀死了8个人，让他内疚不已。马利克和布丽特意识到他们五人是要一起合作才能获胜的，他们现在需要献出10品脱的血液来打开出口的门。当布丽特爬出房间时，马利克因失血过多而昏迷，他和布丽特都被特工丹·埃里克森带到了安全地带。
在《电锯惊魂3D》中，马利克出现在博比·达根的支持小组中，他受伤的手臂上打着石膏。

### 帕梅拉·詹金斯（Pamela Jenkins）
- 演员：莎曼珊·拉姆勒
- 见于：《电锯惊魂5》《电锯惊魂6》《电锯惊魂3D》（仅提及）《电锯惊魂：电子游戏》（英语：Saw (video game)）（仅提及）
- 结果：存活

帕梅拉·詹金斯是一名关注竖锯杀人事件的记者，她第一次出现在《电锯惊魂5》中，参加了马克·霍夫曼侦探召开的新闻发布会。在《电锯惊魂6》中，她开始追问吉尔·塔克关于竖锯的信息，并向她出示了一封在早期竖锯犯罪现场发现的信，后来发现是霍夫曼给阿曼达·扬的信。帕梅拉被绑架并被关在塔拉·阿博特和布伦特·阿博特对面的牢房里，有消息告诉她，她之所以被关在那里，是为了惩罚她为了自己的利益利用竖锯的故事聳人聽聞、歪曲竖锯的信息，她将被迫“体验牺牲的意义”“看到那些不公正地伤害他人的后果”。威廉·伊斯顿在游戏结束时，见到了帕梅拉，原来帕梅拉是他的妹妹，而塔拉和布伦特是另一人的家人，他的医疗保险被威廉拒绝了，部分导致了他的死亡。布伦特启动了一个装置，在帕梅拉的注视下杀死了威廉。
帕梅拉还出现在《电锯惊魂：电子游戏》中，为另一位记者奥斯瓦尔德·麦吉利库蒂提供信息，后者计划写一本书，但不署帕梅拉的名。知道这一点后，帕梅拉偷了他所有的笔记，阻止他写书，以便写一本属于她自己的书。尽管她与威廉·伊斯顿有亲缘关系，但游戏和电影中显示她的姓氏是詹金斯。

### 塞思·巴克斯特（Seth Baxter）
- 演员：喬瑞斯·賈斯基（英语：Joris Jarsky）
- 见于：《电锯惊魂5》《电锯惊魂6》《电锯惊魂2：血与肉》（仅提及）
- 结果：死亡
- 死于：《电锯惊魂5》

塞思·巴克斯特是马克·霍夫曼的妹妹安杰利娜·埃克姆的男友和凶手。他因谋杀罪被判处无期徒刑，但仅在狱中服刑5年后就被释放。霍夫曼被他唯一亲人的死亡所激怒，绑架了塞思，并把他放在一个模仿竖锯的陷阱里，但其实是无法逃脱的。霍夫曼制作了一盘录像带，用到了比利（竖锯用来与测试对象交流的木偶），并把自己的声音处理得听起来像竖锯的声音。曾勒死安杰利娜的塞思被告知，他必须把他的手放到两个按扭上，并按下按钮将其压碎，才能避免被逐渐摆动的钟摆巨斧杀死。虽然他照做了，但钟摆还是继续下降，最终将他一分为二，过程中霍夫曼通过窥视孔在外观看。竖锯不赞成直接杀害受害者，后来他绑架了霍夫曼，并要挟他成为自己的门徒。
在《电锯惊魂6》中，在赫夫纳医生透露用于从最近一名竖锯陷阱受害者的遗体上切割拼图的刀片与用于从塞思的遗体上切割拼图的刀片相同后，侦探们重新开始调查塞思的死亡。探员埃里克森和佩雷斯在一名技术人员的协助下，随后分析了塞思的磁带并还原出霍夫曼的声音，不过所有人都立即被霍夫曼杀死。

## 《电锯惊魂6》

### 阿迪（Addy）和艾伦（Allen）
- 演员：加奈兒·赫奇森和孝恩·艾哈邁德
- 见于：《电锯惊魂6》《奪魂鋸3D》（阿迪；艾伦仅提及）
- 結果：阿迪存活；艾伦死亡
- 死于：《电锯惊魂6》（仅艾伦）

阿迪和艾伦是威廉·伊斯頓的秘書兼檔案員，被迫成为他在廢棄的罗恩動物研究所第二场游戏的受害者。他們站在有铁丝网的可伸縮壁架上，脖子上套著絞索，雙手反綁在背後，而威廉則拿著兩條連接在壁架上的鐵鍊。為了繼續前進，威廉必須丟下一根鐵鍊，讓其中一人死去。他得到的資訊是，阿迪是一名糖尿病患者，健康狀況不佳，但有家庭，而艾伦年輕且健康，但孤身一人。威廉被迫選擇是按公司的政策還是按自己的道德行事，鐵鍊逐漸收緊，威廉越來越難以堅持下去。他最終選擇拯救阿迪，艾伦的絞索割斷了他的喉嚨，並在壁架縮回時將他勒死。
在《奪魂鋸3D》中，阿迪是博比·達根的豎鋸倖存者支持小组成员。

### 布伦特·阿博特（Brent Abbott）和塔拉·阿博特（Tara Abbott）
- 演员：戴文·博斯蒂克和薛娜·麥克勞（英语：Shauna MacDonald (Canadian actress)）
- 见于：《电锯惊魂6》《奪魂鋸3D》（塔拉；布伦特仅提及）
- 结果：皆存活

布倫特·阿博特和塔拉·阿博特分别是哈羅德·阿博特十幾歲的兒子和遺孀，他的健康保險單被威廉·伊斯頓因技術原因撤銷，導致他最終死亡。两人被抓获并被关在废弃的罗恩动物研究所的两个笼子中的一个，帕梅拉·詹金斯则被关在另一个笼子里。这里是威廉一系列测试的尽头。威廉到达终点后，塔拉和布伦特可以选择饶他一命还是结束他的生命。尽管塔拉对丈夫的死表示愤怒，但她听了威廉和帕梅拉的求饶，不忍心杀死威廉。然而，布伦特却无法原谅他，自己触发了装置，导致针头平台向下挥动，刺入威廉的背部，向他体内注射氢氟酸。帕梅拉、塔拉和布伦特惊恐地看着威廉从里到外被溶解。布伦特意识到自己的所作所为，他开始哭泣。
在《奪魂鋸3D》中，塔拉是博比·達根的豎鋸倖存者支持小组成员。

### 旋轉木馬室受害者
- 演员：詹姆士·吉爾伯特（阿龙）、德萊斯‧麥凱利（英语：Darius McCrary）（戴夫）、洛麗莎·戈麥斯（埃米莉）、梅蘭妮·斯科洛凡諾（吉纳）、孝恩·馬錫森（乔希）、凱倫·克里奇（英语：Karen Cliche）（谢尔比）
- 见于：《电锯惊魂6》《奪魂鋸3D》（埃米莉；其余仅提及）
- 結果：埃米莉和谢尔比存活；其余皆死亡
- 死于：《电锯惊魂6》（除埃米莉和谢尔比外）

阿龙、戴夫、埃米莉、吉纳、乔希和謝爾比是威廉的六名初級同事，他們作為一個團隊進行調查工作，以淘汰健康保險申請以及可以被否認的主張。在威廉的四次測試中的最後一次測試中，他们被关在廢棄的羅恩動物研究所 ，並被拴在一個旋轉木馬上，面對著一把由自行車齒輪控制的獵槍。就像他們的工作導致所有申請中有2⁄3被拒絕或提前終止一樣，威廉只能救下六人小組中的1⁄3；按下兩個按鈕即可拯救其中兩人，這兩個按鈕將用釘子刺穿威廉的手並使獵槍枪口上抬，而其他四個人则會死亡。如果他什麼都不做，六個人都會被殺。威廉在做決定時猶豫不決，兩人都爭論不休，試圖贏得他的青睞。阿龙懇求威廉遵守公司的政策，结果他被槍殺；埃米莉說她的兩個孩子沒有她就無法長大生活；吉纳聲稱她懷孕了，结果她被槍殺；戴夫試圖賄賂威廉，被殺；謝爾比懇求让她活着照顧生病的父母，活了下來；乔希試圖安撫威廉，聲稱謝爾比不值得信任。威廉最後決定拯救埃米莉和謝爾比，两人分別是第二個和第五個面对枪口的人。阿龙（第一）、吉纳（第三）、戴夫（第四）和乔希（第六，最後一個）依序死亡。乔希看到埃米莉和謝爾比都倖免於難，得知他的命運也已註定，于是猛烈抨擊威廉，表達了他對現行政策的感受，要求威廉在殺死他時亲眼看著他，最后被枪杀。
在《奪魂鋸3D》中，埃米莉是博比·達根的豎鋸倖存者支持小组成员。

### 黛比（Debbie）
- 演员：卡蘿琳·凱芙（英语：Caroline Cave）
- 见于：《电锯惊魂6》《奪魂鋸3D》（仅提及）
- 結果：死亡
- 死于：《电锯惊魂6》

黛比是雨傘健康公司和威廉·伊斯顿的律師。她被綁架在廢棄的羅恩動物研究所參加威廉的第三次測試；一個裝置綁在她的胸口，她要在90秒內到達鋼籠迷宮的盡頭，否則裝置將用長矛射穿她的頭部。黛比解開束缚後，威廉必須幫助她，將滾燙的蒸氣從她所經過的地方轉移到自己身上。到達迷宮的盡頭後，她發現她裝置的鑰匙被縫在威廉的体内。她用圓鋸攻擊他，但在時間耗盡之前未能取回鑰匙，裝置啟動，殺死了她，然後她掉到了豎井底部。

### 埃迪（Eddie）
- 演员：馬蒂·莫羅
- 见于：《电锯惊魂6》
- 結果：死亡
- 死于：《电锯惊魂6》

埃迪是一名掠夺性贷款銀行家，與他的同事西蒙娜一起參加了《电锯惊魂6》的遊戲，他們被安置在相鄰的牢房中。他戴著頭帶，太陽穴上有螺絲，身边有一把小刀和一把切肉刀。在他和西蒙娜的牢房之間放置了一個天平，60秒內谁割掉更多的肉谁就能活下來，而另一個人會被鑽進他頭骨的螺絲殺死。肥胖超重的埃迪從肚子上切下了幾塊肉，但西蒙娜砍斷了她的左臂，天平向她傾斜，導致埃迪死亡。
當亞當·赫夫納醫生對埃迪的屍體進行屍檢時，他發現一塊拼圖的刀痕和多年前塞思·巴克斯特的一样，從而重啟了對塞思之死的调查。

### 汉克（Hank）
- 演员：傑瑞·門迪西諾（英语：Gerry Mendicino）
- 见于：《电锯惊魂6》《奪魂鋸3D》（仅提及）
- 結果：死亡
- 死于：《电锯惊魂6》

漢克是雨伞健康公司的看門人，為威廉·伊斯頓工作。他被綁架並被置於威廉四个測試中的第一個。这是一個虎鉗狀的陷阱，會壓碎他或威廉的胸部，两人只能有一個倖存者。豎鋸告訴他們，每一次呼吸都會導致虎鉗收緊，此外汉克是一名吸煙者，他有健康問題的歷史。威廉鼓勵漢克屏住呼吸，但他無法做到這一點，仍然粗重地呼吸，最终虎鉗將他挤爆。

### 哈羅德·阿博特（Harold Abbott）
- 演员：喬治·紐博恩
- 见于：《电锯惊魂6》
- 結果：死亡
- 死于：《电锯惊魂6》

哈羅德·阿博特是塔拉的丈夫，布倫特的父親。《电锯惊魂6》中的閃回顯示，威廉·伊斯頓因申請中發現的不符點而撤銷了他的健康保險單，最終他死於心臟病。塔拉和布倫特被置於一場遊戲中，他們可以選擇讓威廉活着還是死去。布倫特啟動了針頭平台，將氢氟酸注入威廉的體內，殺死了威廉，作為對威廉在哈羅德之死中所扮演的角色的報復。

### 西蒙娜（Simone）
- 演员：坦迪亞·霍華德（英语：Tanedra Howard）
- 见于：《电锯惊魂6》《奪魂鋸3D》
- 結果：存活

西蒙娜是一名掠夺性贷款銀行家，與她的同事埃迪一起參加了《电锯惊魂6》的遊戲，他們被安置在相鄰的牢房中。她戴著頭帶，太陽穴上有螺絲，身边有一把小刀和一把切肉刀。在她和埃迪的牢房之間放置了一個天平，60秒內谁割掉更多的肉谁就能活下來，而另一個人會被鑽進他頭骨的螺絲殺死。肥胖超重的埃迪從肚子上切下了幾塊肉，但西蒙娜砍斷了她的左臂，天平向她傾斜，導致埃迪死亡。西蒙娜倖存下來，隨後在病房裡接受馬克·霍夫曼警探和聯邦調查局審問。霍夫曼問她有没有從自己的經歷中學到什麼，她憤怒地猛烈抨擊了他。
在《奪魂鋸3D》中，西蒙娜是博比·達根的豎鋸倖存者支持小组成员，她仍然因自己的經歷而感到痛苦，並且戴著義肢。

### 威廉·伊斯顿（William Easton）
- 演员：彼得·奧特布里奇
- 见于：《电锯惊魂6》《奪魂鋸3D》
- 結果：死亡
- 死于：《电锯惊魂6》

威廉·伊斯顿是雨伞健康公司的一名保险主管，他在《电锯惊魂6》中接受了考验。他帮助资助了吉尔·塔克的康复诊所；后来，他通知约翰·克雷默，他的公司不会承担约翰癌症实验治疗的费用，因为按照他发明的概率公式，他的公司拒绝为患有致命疾病的人提供保险。威廉被安置在废弃的罗恩动物研究所，在60分钟内完成四项测试，否则绑在他四肢上的炸药就会引爆。这些测试迫使他决定谁生谁死，并重新审视自己的政策。完成测试后，威廉遇到了塔拉和布伦特·阿博特，他们是一名男子的遗孀和儿子。威廉取消了他们的保险，该男子随后因此死亡。威廉得知塔拉和布伦特可以选择放他一条生路或者杀了他。他和被俘的妹妹帕梅拉·詹金斯一起说服塔拉放他一条生路，但布伦特启动了装置，将针床扎进威廉的后背。一大桶氢氟酸通过针头注入威廉体内，将他的身体溶解成两半致其死亡。布伦特很快就后悔了，意识到自己的所作所为后开始痛哭。
在《奪魂鋸3D》的新闻播报中提到威廉，称他的遗体与《电锯惊魂6》中的其他受害者一起被发现。

## 《电锯惊魂3D》

### 瑞恩（Ryan）和布萊德（Brad）
- 演员：喬·柯爾和塞巴斯蒂安·皮格特
- 见于：《电锯惊魂3D》
- 結果：皆存活

三角鋸機關的受害者之一，兩者互為戀人蒂娜的情敵，之後識破蒂娜在玩弄他們的感情而讓蒂娜作為犧牲者。兩人最後疑似成為了勞倫斯·高登的門徒。

### 蒂娜（Dina）
- 演员：安妮·格林
- 见于：《电锯惊魂3D》
- 結果：死亡

三角鋸機關的受害者之一，從一開始就在玩弄布萊德和瑞恩的感情，最後欺騙手段被兩人識破而作為犧牲者。

### 埃文（Evan）
- 演员：查斯特·班寧頓
- 见于：《电锯惊魂3D》
- 結果：死亡

光頭黨領袖，因種族歧視而作為跑車遊戲主角。

### 鮑比·達根（Bobby Dagen）
- 演员：西恩·派屈克·福納瑞
- 见于：《奪魂鋸3D》
- 结果：不详

一位沽名釣譽的著名作家，用他編造出來的遊戲生死經歷來欺騙大眾、獲得關注，而他這次作為遊戲主角，並徹底將虛構的一切經歷一遍。

### 妮娜（Nina）
- 演员：娜奧米·史尼克斯
- 见于：《奪魂鋸3D》
- 结果：死亡

鮑比的經紀人，協助他用虛構的事情來博得大眾的支持。

### 蘇珊娜（Suzanne）
- 演员：蕾貝卡·馬歇爾
- 见于：《奪魂鋸3D》
- 结果：死亡

鮑比的律師，協助鮑比的法律文書一系列工作。

### 凱爾（Cale）
- 演员：迪恩·阿姆斯壯
- 见于：《奪魂鋸3D》
- 结果：死亡

鮑比的摯友兼共謀者，當初和鮑比一起想出靠欺騙來成名的手段。

### 喬絲·達根（Joyce Dagen）
- 演员：吉娜·荷登
- 见于：《奪魂鋸3D》
- 结果：死亡

鮑比的愛妻，在鮑比當作家後認識成婚，對他的欺騙事情一無所知。

## 《电锯惊魂：遊戲重啟》

### 羅根·奈森（Logan Nelson）
- 演员：馬特·帕斯默
- 见于：《电锯惊魂：遊戲重啟》
- 結果：存活

警察局法醫，精通醫護知識，參與過伊拉克戰爭，但曾被敵軍嚴刑拷打而落下心理陰影，妻子被殺後成為育有一個女兒的單親爸爸。
做護工時曾不慎弄混過約翰的X光片，導致約翰的腦癌沒有及時被診斷出來。
原為農場遊戲的受害者之一，也是當時在第一關中未及時清醒的第五名受害人，背部鋸傷之下僥倖被約翰饒恕其「無心之過」，拖去治療傷口並成為「學徒」，
與約翰·克拉瑪合作數年並重塑人生。

### 哈洛倫（Det. Halloran）
- 演员：卡倫·基斯·雷尼
- 见于：《电锯惊魂：遊戲重啟》
- 結果：死亡

一名長期濫權的兇殺組警探，待人惡劣，行事腐敗，總是將他逮捕到案的罪犯無罪釋放，害死大量無辜民眾卻不以為恥。

### 安娜（Anna）
- 演员：蘿拉·范德沃特
- 见于：《电锯惊魂：遊戲重啟》
- 結果：死亡

農場遊戲的受害者之一，和約翰曾經是鄰居，因情緒失控殺死過自己的孩子，卻將罪過嫁禍給丈夫，得以讓她逍遙法外長達數年。

### 瑞恩（Ryan）
- 演员：保羅·布朗斯坦
- 见于：《电锯惊魂：遊戲重啟》
- 結果：死亡

農場遊戲的受害者之一，一個放蕩不羈、壞事做盡的自私鬼，年輕時害死過朋友卻不知悔改，反而繼續四處惹是生非。

### 米奇（Mitch）
- 演员：曼德拉·范·皮布爾斯
- 见于：《电锯惊魂：遊戲重啟》
- 結果：死亡

農場遊戲的受害者之一，經營二手貨摩托車專賣店，為了賺錢可以不顧客戶生死，隱瞞機件失靈而害死過約翰的侄子。

### 卡莉（Carly）
- 演员：布蕾妮·艾倫
- 见于：《电锯惊魂：遊戲重啟》
- 結果：死亡

農場遊戲的受害者之一，曾經以當扒手為生，但一次偷竊時不但沒搶到大手筆，反而造成失主意外身亡。

### 埃德加·蒙森（Edgar Munsen）
- 演员：喬賽爾·布萊克
- 见于：《电锯惊魂：遊戲重啟》
- 結果：死亡

一位前科累累的慣犯，是為哈洛倫走漏過消息的線人，如今成為最新拼圖遊戲的參與者。

## 《漩渦：恐懼鬥室新遊戲》

### 西結·「齊克」·班克斯（Ezekiel "Zeke" Banks）
- 演员：克里斯·洛克
- 见于：《漩渦：恐懼鬥室新遊戲》
- 結果：

### 馬庫斯·班克斯（Marcus Banks）
- 演员：山繆·傑克森
- 见于：《漩渦：恐懼鬥室新遊戲》
- 結果：

### 威廉·申克／威廉·愛默生（William Schenk / William Emerson）
- 演员：麥克思·明格拉
- 见于：《漩渦：恐懼鬥室新遊戲》
- 結果：

### 安琪·加薩（Angie Garza）
- 演员：瑪莉索·尼可斯
- 见于：《漩渦：恐懼鬥室新遊戲》
- 结果：

### 馬文·柏斯維克（Marv Boswick）
- 演员：丹·佩卓尼亞維克
- 见于：《漩渦：恐懼鬥室新遊戲》
- 结果：

### 卡拉·柏斯維克（Kara Boswick）
- 演员：柔伊·帕瑪
- 见于：《漩渦：恐懼鬥室新遊戲》
- 结果：

### 費奇（Fitch）
- 演员：理察·澤皮耶里
- 见于：《漩渦：恐懼鬥室新遊戲》
- 结果：

### 彼得·鄧利維（Peter Dunleavy）
- 演员：派屈克·F·麥克馬納斯
- 见于：《漩渦：恐懼鬥室新遊戲》
- 结果：

### 克勞斯（Kraus）
- 演员：伊蒂·英克賽特
- 见于：《漩渦：恐懼鬥室新遊戲》
- 结果：

### 歐布萊恩（O'Brien）
- 演员：湯瑪斯·米契
- 见于：《漩渦：恐懼鬥室新遊戲》
- 结果：

### 恰達（Chada）
- 演员：娜茲寧·康塔可特
- 见于：《漩渦：恐懼鬥室新遊戲》
- 结果：

### 朱利（Drury）
- 演员：克里斯·柯林斯
- 见于：《漩渦：恐懼鬥室新遊戲》
- 结果：

### 派特（Pat）
- 演员：崔佛·葛雷茲基
- 见于：《漩渦：恐懼鬥室新遊戲》
- 结果：

### 毒販（Crack Punk）
- 演员：克里斯多福·拉姆齊
- 见于：《漩渦：恐懼鬥室新遊戲》
- 结果：

### 莉莎·班克斯（Lisa Banks）
- 演员：珍妮兒·威廉斯
- 见于：《漩渦：恐懼鬥室新遊戲》
- 结果：

### 莫基（Morgey）
- 演员：迪倫·羅勃茲
- 见于：《漩渦：恐懼鬥室新遊戲》
- 结果：

### 珍妮·路易斯（Jeannie Lewis）
- 演员：艾莉·強森
- 见于：《漩渦：恐懼鬥室新遊戲》
- 结果：

## 《电锯惊魂X》

### 西莉亞·佩德森（Cecilia Pederson）
- 演员：西諾薇·瑪考迪·倫德
- 见于：《电锯惊魂X》
- 結果：不詳

### 帕克·西爾斯（Parker Sears）
- 演员：史蒂芬·布蘭德
- 见于：《电锯惊魂X》
- 結果：死亡

### 亨利·凱斯勒（Henry Kessler）
- 演员：麥可·貝奇
- 见于：《电锯惊魂X》
- 結果：不詳

### 蓋布蕾（Gabriela）
- 演员：蕾娜塔·巴卡
- 见于：《奪魂鋸X》
- 结果：死亡

### 瓦倫蒂娜（Valentina）
- 演员：波萊特·赫南德茲
- 见于：《奪魂鋸X》
- 结果：死亡

### 馬特歐（Mateo）
- 演员：奧克塔維奧·伊諾霍薩
- 见于：《奪魂鋸X》
- 结果：死亡

### 狄亞哥（Diego）
- 演员：喬舒亞·奧卡莫托
- 见于：《奪魂鋸X》
- 结果：存活